# تنها نرو (فیلم ۱۹۶۳)
تنها نرو (به هندی: Akeli Mat Jaiyo) و (به انگلیسی: Don't go alone) فیلمی هندی محصول سال ۱۹۶۳ و به کارگردانی ناندلال جاسوانتلال است. در این فیلم بازیگرانی همچون راجندرا کومار، مینا کوماری، آقا، مینو ممتاز، روبی میرز و لیلا میشارا ایفای نقش کرده‌اند.